# Hubert Kah

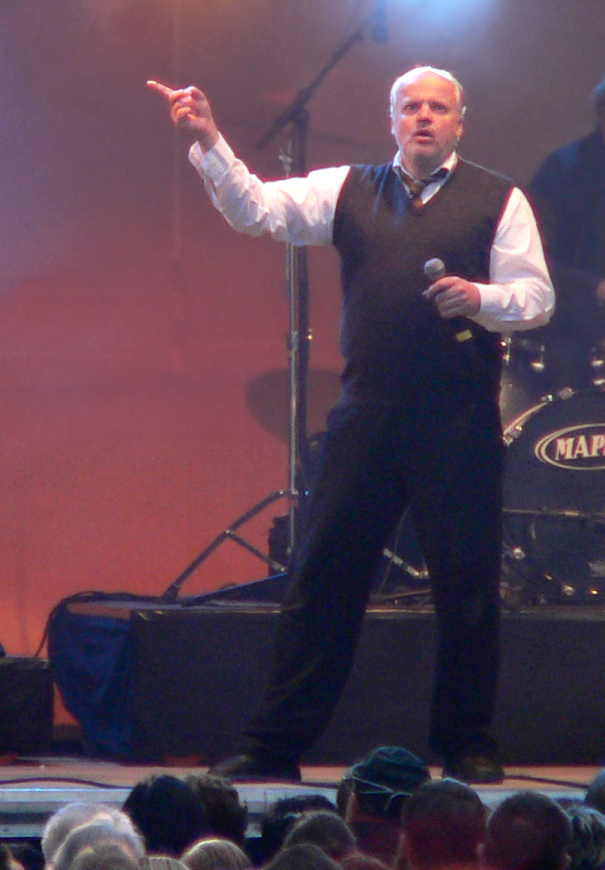
Hubert Kah

Hubert Kah (nascido Hubert Kemmler, Reutlingen, 22 de março de 1961) é um músico, compositor, letrista e produtor alemão.

## Vida
Antes de sua carreira musical, estudou Direito na Universidade de Tübingen. Em 1982, nos tempos da Neue Deutsche Welle, teve diversos sucessos comerciais com seu trio Hubert Kah, formado por ele (vocais e teclados), Mark Loehr (guitarras e teclados) e Klaus Hirschburger (baixo), entre outros com os singles Sternenhimmel, Rosemarie e Einmal nur mit Erika (...dieser Welt entflieh'n) e com o álbum Meine Höhepunkte (todos de 1982).
A partir de 1984, o trio teve a cooperação do produtor Michael Cretu, que já trabalhara com grandes nomes da música. Hubert Kah compôs e produziu também títulos para a cantora Sandra Cretu (entre outros (I'll Never Be) Maria Magdalena) e a banda Münchener Freiheit.
Em meados dos anos 80, Hubert Kah adoeceu e desapareceu da mídia, até que por volta do começo dos anos 90, voltou o trio à cena, com o álbum C´est La Vie, com a produção de Armand Volker. Os arranjos, tendo muitos elementos da música clássica, não agradou comercialmente como esperado pelo trio. Em 1998, foi lançado um novo single, intitulado "Love Chain". Nessa época, Hubert Kah adoeceu novamente e teve que passar por tratamentos médicos. Em 2005, novamente o trio retornou, lançando o álbum "Seelentaucher".
Atualmente, Hubert Kah mora em Mannheim. De acordo com seu website, o músico está trabalhando em um novo álbum a ser lançado em breve.

## Discografia[1]

### Singles
- 1982: Rosemarie
- 1982: du bist so schön
- 1982: Sternenhimmel
- 1982: eimal nür mit erika
- 1983: Scary Monster (Spanien und Norwegen)
- 1983: Einmal nur mit Erika (...dieser Welt entflieh'n)
- 1984: Engel 07
- 1984: Wenn der Mond die Sonne berührt
- 1985: Goldene Zeiten
- 1985: Angel 07 (Japan und USA)
- 1986: Limousine
- 1986: Something I Should Know
- 1986: Love Is So Sensible (Frankreich und Benelux-Staaten)
- 1987: Military Drums
- 1989: Welcome, Machine Gun
- 1990: So Many People
- 1990: Cathy/The Picture (nur USA)
- 1995: C'est la vie
- 1996: C'est la vie (Neue Version)
- 1996: Sailing (away from me)
- 1998: Der NDW Kult Mix
- 1998: Love Chain (...Maria)/Rosemarie '98
- 2005: No Rain
- 2005: Psycho Radio
- 2005: Sekunden (Promo)
- 2007: Ich seh' den Stern am Himmel

### Álbuns
- 1982: Meine Höhepunkte
- 1982: Ich komme
- 1983: Ich komme (2. Auflage mit „Einmal nur mit Erika“)
- 1984: Goldene Zeiten
- 1985: Angel 07 (Mini-Album, Japan)
- 1986: Tensongs
- 1986: Tensongs (Japanische Ausgabe mit „The Picture“)
- 1987: Tensongs (2. deutsche Auflage mit „Military Drums“)
- 1989: Sound Of My Heart
- 1989: Sound Of My Heart (US-Ausgabe mit „Military Drums“)
- 1990: Best Of Dance Hits (USA)
- 1996: Hubert Kah
- 1998: Best Of Hubert KaH
- 2005: Seelentaucher